# アドリアン・ファン・ニウラント (子)
アドリアン・ファン・ニウラント (子) (Adriaen van Nieulandt de Jonge, 1587年 - 1658年7月7日に埋葬)は、オランダの画家、版画家、画商。

## 生涯
同名の父親、アドリアン・ファン・ニウラント (Adriaen van Nieulandt  de Oude)も画家である。ファン・ニウラント家は1589年に 八十年戦争の影響を避けてアムステルダムに引っ越している。この移転はファン・ニウラント家がプロテスタントだったせいかもしれないし、単に北部ネーデルラントの美術市場が好況であったためかもしれない。
ファン・ニウラント (子)はアムステルダムでピーテル・イサークスゾーンとフランス・バデンスの元で学んだ。彼は主に風景画や室内画を描いた。
兄のウィレム・ファン・ニウラント2世(Willem (or Guiliam) van Nieulandt: 1584–1635)と弟のヤーコブ・ファン・ニウラント(Jacob van Nieulandt: 1593–1634)も画家となった。

## ギャラリー

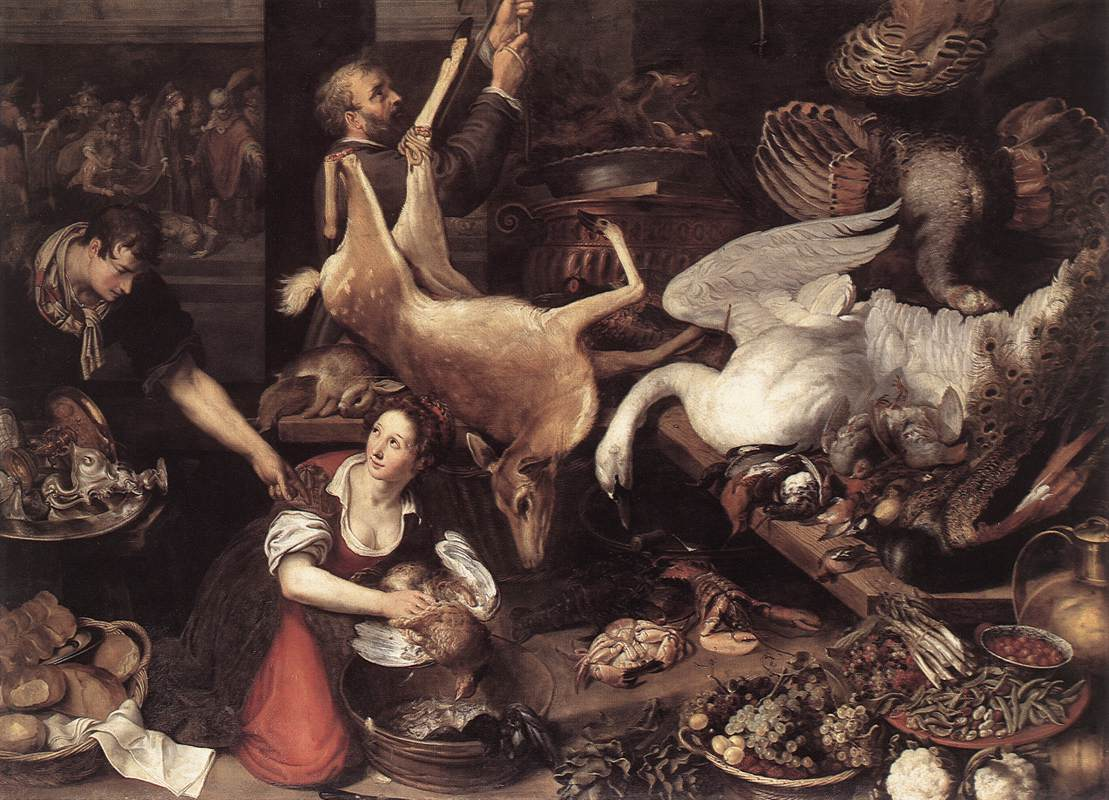
『台所』(1616)
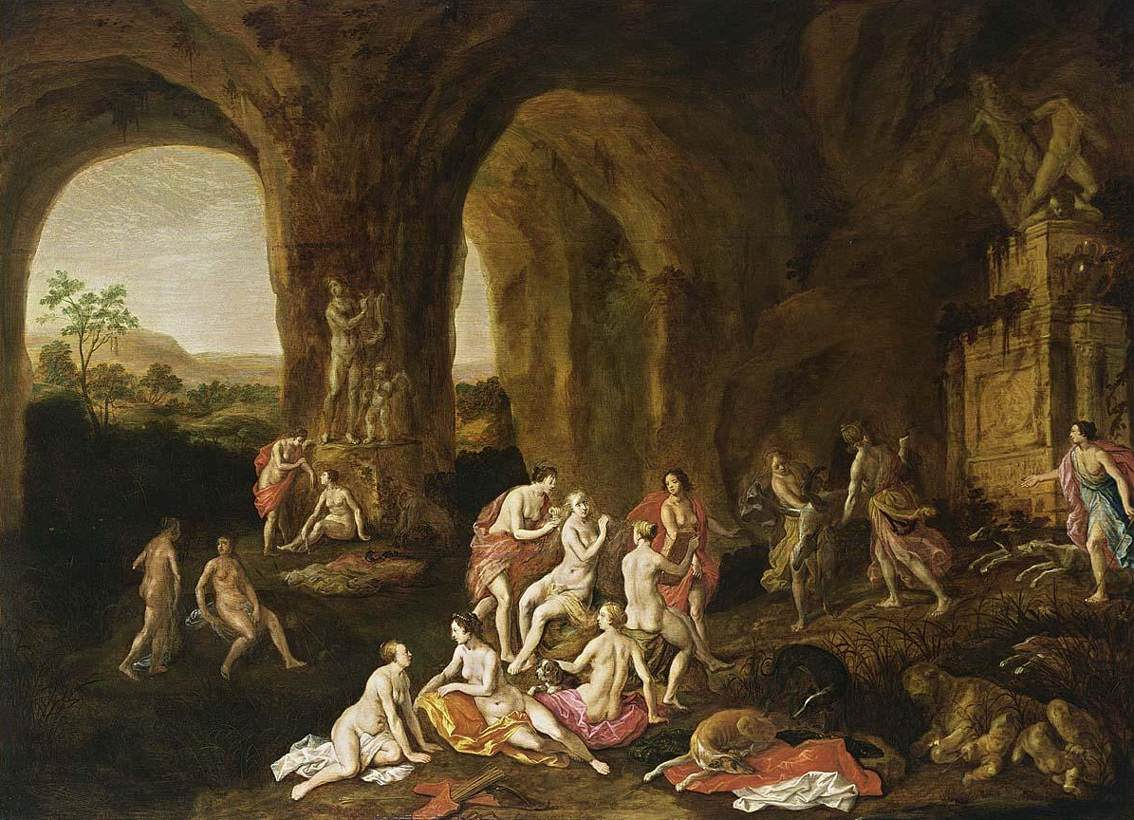
『ディアナとニンフたち』(1651)

## 参照
1. ↑  Adriaan Nieulant biography in De groote schouburgh der Nederlantsche konstschilders en schilderessen (1718) by Arnold Houbraken, courtesy of the w:Digital library for Dutch literature